# Walter Freiwald (Architekt)

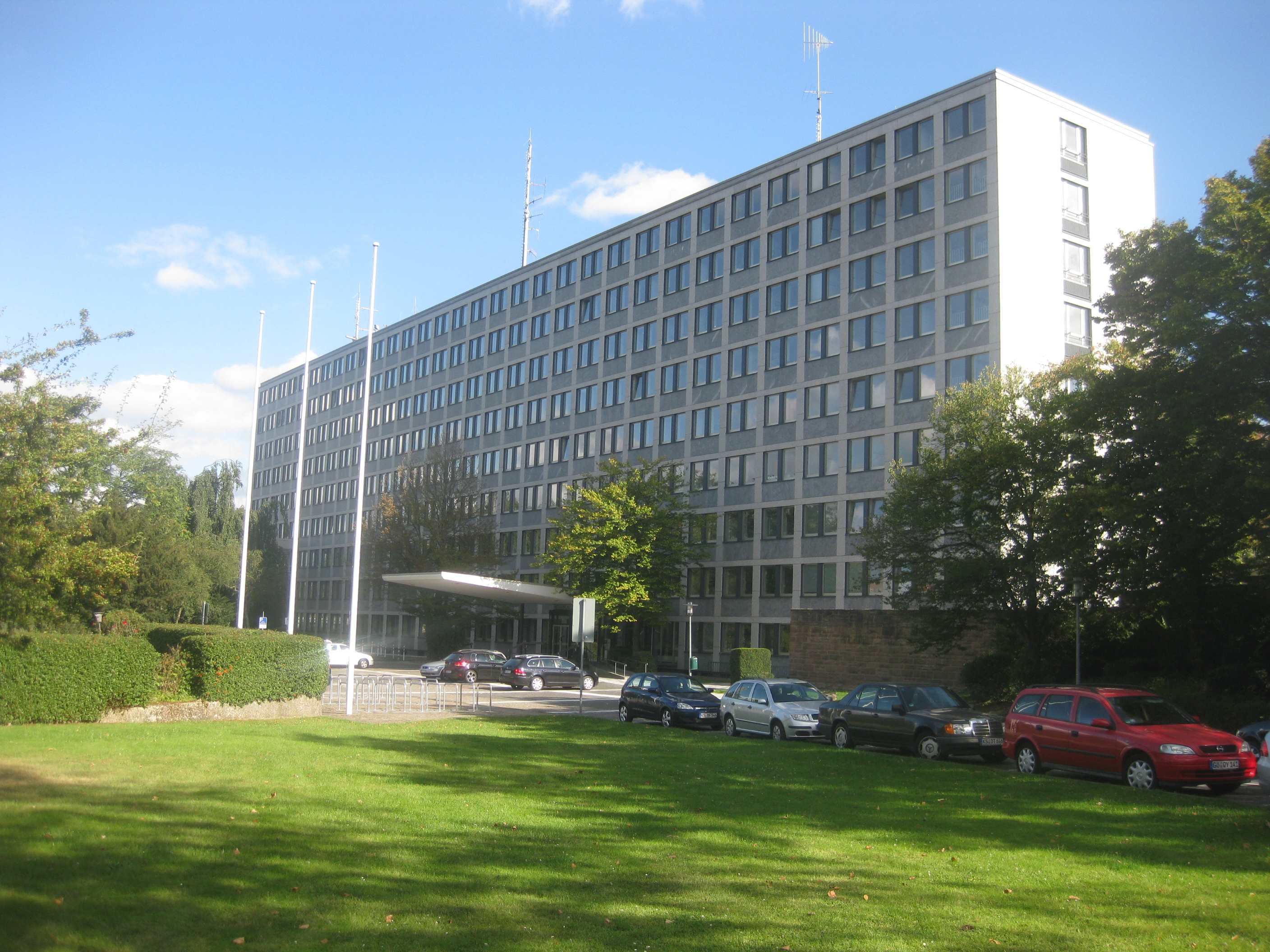
Das von Freiwald entworfene Regierungspräsidium Kassel

Walter Freiwald (* 1907 in Marburg; † 1997) war ein deutscher Architekt und Baubeamter. Seine wichtigsten Werke werden dem Funktionalismus der Nachkriegsmoderne zugerechnet.

## Leben und Wirken
Freiwald gehörte 1949 zu den Initiatoren der Wiedergründung des Bundes Deutscher Architekten (BDA). Er pflegte persönliche Kontakte zu Marburger Intellektuellen wie José Ortega y Gasset und Richard Hamann. Politisch galt er als nicht positioniert. 
Als Regierungsbaurat betreute Freiwald Bauvorhaben des Landes Hessen, die von lokalen Architekten ausgeführt wurden, etwa die Mehrzweckhalle der Gemeinde Breitscheid. Außerdem arbeitete er in einem Architekturbüro in Frankfurt am Main gemeinsam mit Werner Hebebrand und Walter Schlempp.

## Werke (Auswahl)
- Regierungspräsidium Kassel
- Gebäude der ehemaligen Bundesschuldenverwaltung in Bad Homburg (unter Denkmalschutz)
- Studentenhaus mit Mensa in Marburg (1962)
- Mehrzweckhalle in Breitscheid (als Regierungsbaurat betreut)

| Personendaten    | Personendaten                                 |
| ---------------- | --------------------------------------------- |
| NAME             | Freiwald, Walter                              |
| KURZBESCHREIBUNG | deutscher Architekt und hessischer Baubeamter |
| GEBURTSDATUM     | 1907                                          |
| GEBURTSORT       | Marburg                                       |
| STERBEDATUM      | 1997                                          |